# Stiftung Dey
Die katholische Begabtenförderung Stiftung Dey ist eine nichtrechtsfähige kirchliche Stiftung in der Verwaltung des Bistums Limburg. Sie hat ihren Sitz in Limburg an der Lahn.

## Geschichte
Namensgeber der im Jahr 1987 errichteten Stiftung sind die beiden Stifter Elisabeth Dey und der Geistliche Rat und Akademische Direktor Joseph Dey. Ziel der Stiftung Dey ist es, begabte Kinder und Jugendliche aus katholischen Familien, die eine besondere Begabung intellektueller oder anderer Art besitzen, ideell und materiell zu fördern. Durch ihre Förderung will die Stiftung Dey zur Heranbildung qualifizierten katholischen Nachwuchses in den verschiedenen Bereichen der Gesellschaft beitragen. Martin W. Ramb ist Geschäftsführer der Stiftung Dey.

## Stipendium und Förderung
Zur Aufnahme in die Förderung kann sich der Kandidat oder die Kandidatin selbst bewerben. Die Auswahl erfolgt in einem mehrstufigen Auswahlverfahren, das auf vier Säulen basiert: der katholischen Konfession, dem kirchlichen Engagement, der besonderen Begabung und der fachlichen Qualifikation und charakterlichen Eignung des Bewerbers, der Bewerberin. Die Aufnahme zur Förderung durch die Stiftung Dey ist auch für Kinder möglich. In diesem Fall stellen die Eltern den Aufnahmeantrag. Grundsätzlich gilt eine Altersgrenze von 35 Jahren.
Die Förderung der Stiftung Dey erfolgt vermögens- und einkommensunabhängig. Die Förderung umfasst neben finanziellen Zuwendungen eine ideelle Förderung sowie die Ermöglichung von Kontakten innerhalb des geförderten Kreises. Verpflichtend für alle Stipendiatinnen und Stipendiaten ist die Teilnahme am jährlich stattfindenden Jahrestreffen und europäischen Sommerakademien. Die Förderung wird zunächst für die Dauer eines Kalenderjahres gewährt. Auf Antrag kann eine Verlängerung erfolgen. Vor der Entscheidung über eine weitere Förderung wird durch eine Leistungskontrolle (Arbeitsbericht) festgestellt, ob dies gerechtfertigt ist. Eine Verlängerung wird jeweils für den Zeitraum eines weiteren Jahres gewährt.

## Verfahren
Bewerber, die in die engere Wahl gezogen werden können, werden zu einem Gespräch eingeladen. Die endgültige Entscheidung über die Förderung trifft das Stiftungs-Kuratorium. Das Bemühen um eine möglichst faire, umfassende Beurteilung der Persönlichkeit eines jeden Bewerbers kennzeichnet das Auswahlverfahren. Dazu gehört ein differenziertes Verständnis von Begabung, auf deren Bestimmung durch generalisierende Methoden bewusst verzichtet wird. Im Vordergrund steht die individuelle Bewertung von Eignung, Leistungsfähigkeit und -bereitschaft mit Blick auf das jeweils angestrebte Bildungs- bzw. Ausbildungsziel.